# Lilienfeld (distrikt)
Lilienfeld är ett distrikt (Bezirk) i det österrikiska förbundslandet Niederösterreich och består av följande städer, köpingar och kommuner:

Kommunerna i distriktet Lilienfeld

Städer
- Hainfeld
- Lilienfeld

Köpingar
- Hohenberg
- Kaumberg
- Sankt Aegyd am Neuwalde
- Sankt Veit an der Gölsen
- Traisen
- Türnitz

Landskommuner
- Annaberg
- Eschenau
- Kleinzell
- Mitterbach am Erlaufsee
- Ramsau
- Rohrbach an der Gölsen